# Кравец, Самуил Миронович
Самуи́л Миро́нович Кра́вец (27 августа 1891, Вильна — 22 января 1966, Москва) — советский архитектор.

## Биография
Родился 27 августа (по старому стилю) 1891 года в Вильне, в семье Меера Копелевича Кравеца (1860—1930) и Баси Завелевны Кравец (1869—?), уроженцев Ошмян. В 1922 году окончил Второй Политехнический институт в Петрограде.
Главный архитектор Метропроекта.

## Проекты и постройки

### В Петрограде — Ленинграде
- Стадион районный на Петроградской стороне (1922 г.; соавтор Троцкий Н. А.; конкурс, 1-я премия);
- Зоопарк в Шувалово-Озерках (1932 г.; соавтор Френк Г. Х.; зоолог Рекк К. Я.; конкурс всесоюзный; 7-я премия).

### В Харькове
- Дом Государственной промышленности — Госпром в Харькове (1925 г.; соавторы: Серафимов С. С., Фельгер М. Д.; конкурс, 1-я премия; осуществлён в 1925—1928 гг.);
- Дом Правительства Украинской ССР в Харькове (1927 г.; всесоюзный конкурс).

### В Москве

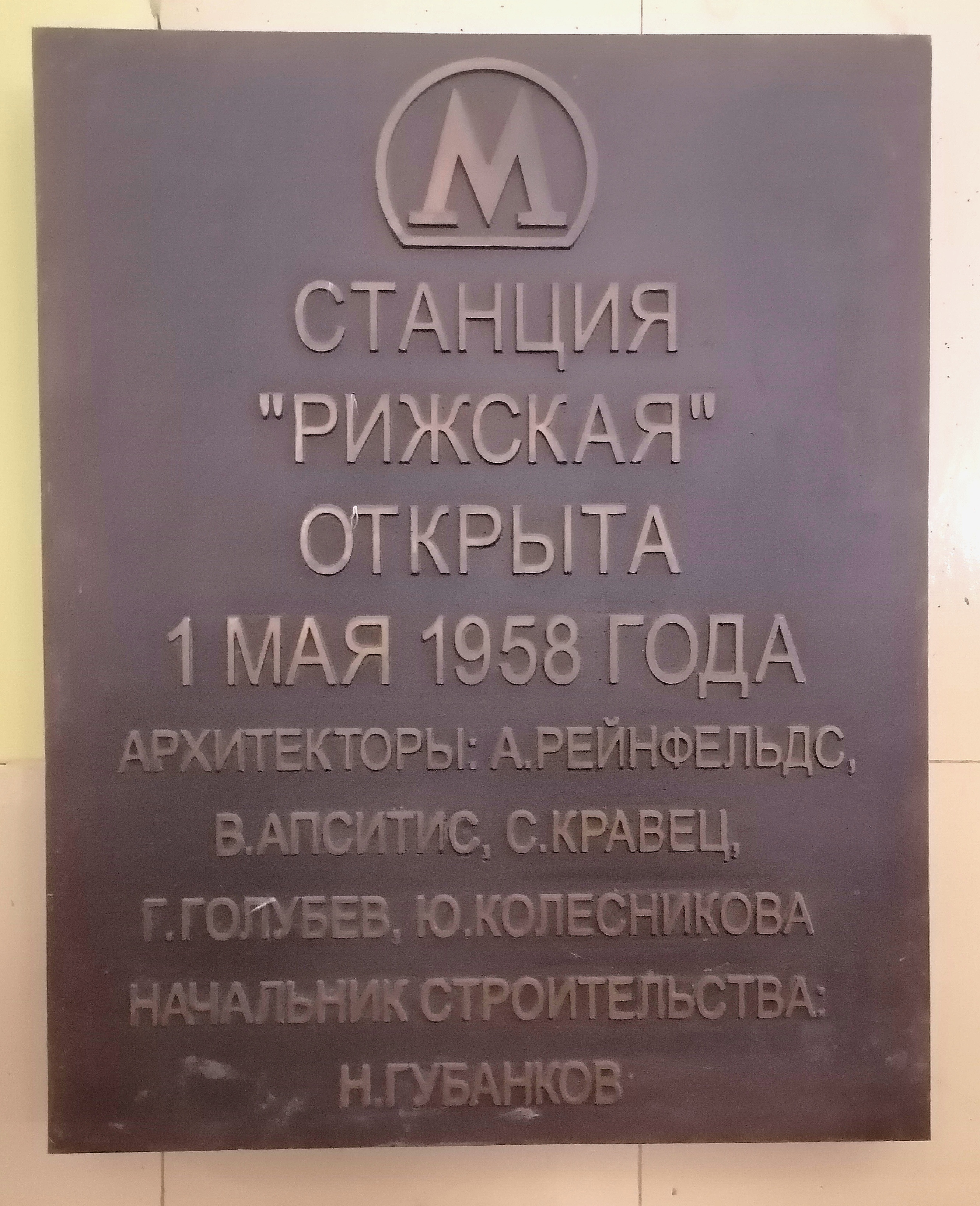

- Универмаг на Комсомольской площади (1936 г.);
- Наземный павильон ст. метро «Дворец Советов» (1935 г.; с октября 1957 г. — «Кропоткинская»);
- Станция метро «Садово-Триумфальная» (1935 г.; проектирование передано Душкину А. Н.);
- Станция метро «Сталинская» (1938 г.; скульп. Мухина В. И., Вентцель Н. К.; открыта в 1944 г.; в 1961 году станция сменила название на «Семёновская»);
- Станция метро «Парк культуры» четвёртой очереди (1945 г.; конкурс);
- Жилой дом Метростроя с встроенными вестибюлями метро «Аэропорт» (1938; 1950—1954, при участии И. Д. Мельчакова), Ленинградский проспект, 64[2].

## Публикации
- «В секрете от общественности». Архитектурная газета. 12 мая 1937 г. № 7.
- «Станции московского метро второй очереди». Архитектура СССР. 1938 г. № 2. Стр. 26-33.
- «Высокое мастерство». Архитектурная газета. 12 января 1938 г. Стр. 2.
- «Архитектура третьей очереди метро». Строительная газета. 16 апреля 1939 г. № 23. Стр. 2.
- «Незабываемые встречи». Архитектура СССР. 1939 г. № 12. Стр. 10.
- Пять лет московского метро. М.: Гос. транспортное железнодорожное издательство. 1940 г. Стр. 53-74. «Архитектура метрополитена».
- Архитектура московского метрополитена. Московский метрополитен имени Л. М. Кагановича. Вторая очередь. М.: Гос. архитектурное издательство Академии архитектуры СССР. 1941 г. Стр. 1-84. «Архитектура станций и вестибюлей».